# Stanisław Józef Hozjusz
Stanisław Józef Hozjusz (ur. w listopadzie 1674 na Warmii, zm. 13 października 1738 w Warszawie) – biskup sufragan przemyski w latach 1718–1720, biskup inflancko-piltyński w latach 1720–1722, administrator diecezji kurlandzkiej w 1720 roku, biskup kamieniecki w latach 1722–1733, biskup poznański w latach 1733–1738, administrował diecezją krakowską w latach 1719–1720, biskup tytularny Utica w 1718 roku, scholastyk wiślicki, kanonik chełmiński i krakowski, proboszcz tyrgardzki i parafii św. Jakuba w Krakowie, opat komendatoryjny czerwiński.

## Życiorys
Był synem Wojciecha Maksymiliana z Bezdanu, starosty zyborskiego i burgrabii lidzbarskiego oraz Anny Wołowskiej. Jego herb to Hozjusz.
Wykształcenie zdobywał w szkołach jezuickich w Reszlu i Braniewie, a potem studiował w Rzymie. Doktorat z prawa uzyskał na Akademii Krakowskiej. W roku 1697 był kanonikiem we Włocławku, później otrzymał probostwo w Milęcinie i w Tyrgardzie. Był w otoczeniu biskupa chełmińskiego, Teodora Potockiego, później związany był z biskupem krakowskim, Kazimierzem Łubieńskim.
Dalsza jego kariera: sufragan przemyski (1718), biskup inflancki (1720), biskup kamieniecki i opat czerwieński (1722).
Był blisko związany z dworem Augusta II i w uznaniu za zasługi otrzymał w 1732 roku biskupstwo płockie. W momencie zwolnienia biskupstwa poznańskiego został nominowany przez króla 2 marca 1733 roku.
W 1732 roku miał zająć się sprawą przygotowania traktatu pokojowego ze Szwecją, lecz nie doszło nigdy do jego zawarcia, cały czas obowiązywał jedynie rozejm Augusta II ze Szwedami z 1719 roku. Był członkiem konfederacji generalnej zawiązanej 27 kwietnia 1733 roku na sejmie konwokacyjnym. Był elektorem Augusta III Sasa w 1733 roku, jako deputat z Senatu podpisał jego pacta conventa. W 1735 roku podpisał uchwałę Rady Generalnej konfederacji warszawskiej. W dniach 7–9 lipca 1738 r. biskup Stanisław Józef Hozjusz zwołał synod.
W 1734 odznaczony Orderem Orła Białego.
Pochowany w kolegiacie św. Jana Chrzciciela w Warszawie.